# Bunodosoma californicum
Bunodosoma californicum is een zeeanemonensoort uit de familie Actiniidae.
Bunodosoma californicum is voor het eerst wetenschappelijk beschreven door Carlgren in 1951.